# Mansão Paramonov
A mansão Nikolai Paramonov é uma mansão localizada na cidade de Rostov do Don. Foi construída em 1914 para o editor de livros Nikolai Paramonov e projetado pelo arquiteto Leonid Aeberg. Atualmente, o edifício é ocupado pela Biblioteca Científica Y. A. Zhdanov da Universidade Federal do Sul. A casa é neoclássica e é considerada um monumento arquitetônico de importância federal.

## História
A mansão do proeminente editor de livros Nikolai Paramonov (1876–1951), filho do famoso comerciante E. T. Paramonov, foi construída em 1914. Leonid Aeberg foi o designer e construtor. Paramonov, empresário e patrono da arte, foi uma importante figura sociopolítica do início do século XX e fundador de "Donskaya Rech". Ele morava na mansão com sua esposa Anna e seus filhos.
O edifício foi confiscado pelas autoridades soviéticas no início de 1918 e tornou-se a sede do comitê revolucionário de Rostove-Naquichevão. Em maio do mesmo ano, após a expulsão dos bolcheviques de Rostov, a mansão tornou-se sede do exército de voluntários. No final de 1918, um grande incêndio danificou gravemente o edifício e não foi reparado até 1923.
Após os reparos, tornou-se o Centro de Recreação para Construtores, que logo foi substituído pelo Instituto de Transfusão de Sangue. Em 1930, o edifício era o local do Museu Regional de História Local.
Durante a Segunda Guerra Mundial, foi danificada pelo fogo várias vezes, no entanto, as paredes permaneceram em pé. Em 1947, as autoridades locais decidiram consertá-lo. Leonid Aeberg foi novamente apontado como responsável por este trabalho. Em 1952, os reparos foram concluídos e o prédio foi entregue à Universidade Estadual de Rostov.
No início do século XXI, ficou claro que a mansão exigia outro grande reparo. A umidade a longo prazo no porão havia danificado o prédio e os livros que estavam armazenados lá. Em 2005, a fachada foi reparada. A reconstrução do resto da mansão começou no outono de 2013.

## Arquitetura
A mansão foi construída em estilo neoclássico. A fachada principal do norte tem uma composição simétrica. As fachadas laterais são decoradas com fileiras de pilastras. Uma escada dupla de quatro metros leva à entrada principal. O térreo termina com uma ampla cornija. 

## Ligações externos
- Página da mansão no registro do patrimônio cultural russo, contém 11 fotos